# Archibald Barr
Archibald Barr (* 18. November 1855 in Glenfield House, Paisley; † 5. August 1931 in Westerton of Mugdock bei Milngavie) war ein schottischer Ingenieur und Hochschullehrer. Von 1889 bis 1913 war er in der Nachfolge seines Mentoren James Thomson Regius Professor of Civil Engineering and Mechanics an der University of Glasgow. Er hielt den Posten für über 24 Jahre.

## Leben
Geboren nahe Paisley besuchte er die Paisley Grammar School und nahm dann eine Lehre bei A. F. Craig and Company auf. Er wechselte an die University of Glasgow und schloss 1878 mit B.Sc und 1890 mit D.Sc ab. 1876 begann er, dem amtierenden Regius Professor of Civil Engineering und Mechanics, James Thomson zu assistieren. Ihm wurde eine Professur für Ingenieurwissenschaften am Yorkshire College of Science, der späteren University of Leeds angeboten, die er 1884 antrat. Als sich Thomson 1889 vom Lehrstuhl zurückzog, wurde Barr als sein Nachfolger berufen. Wie schon in Leeds begann er damit, die Labore und Arbeitsräume neu auszustatten.

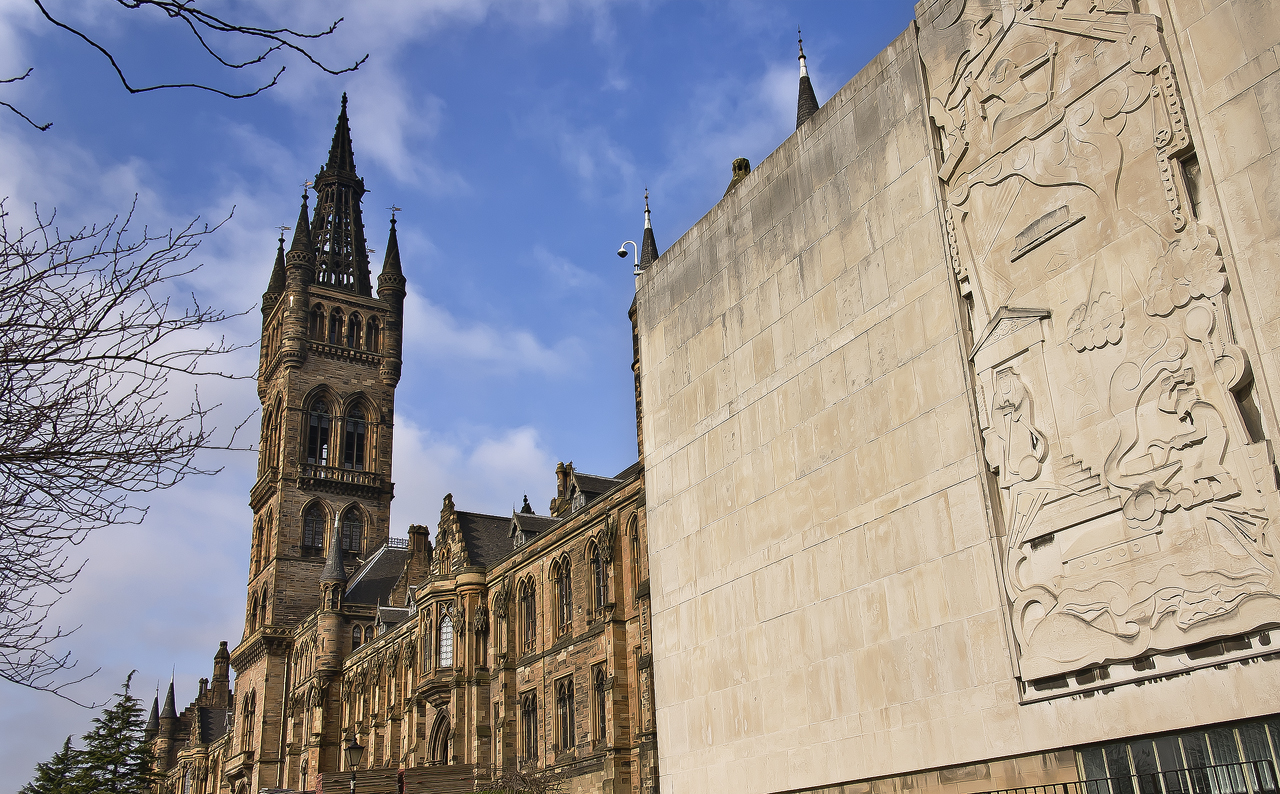
James-Watt-Engineering Building, Glasgow

Zu diesem Zeitpunkt hatte er schon mit dem Physik-Professor in Leeds, William Stroud, ein Beratungsunternehmen für technische Belange gegründet, Barr and Stroud. Sie beteiligten sich an einer öffentlichen Ausschreibung für Entfernungsmesser für die Infanterie, die allerdings erfolglos blieb. Kurze Zeit darauf wurden sie aber von der Marine angesprochen, Entfernungsmesser zu entwerfen, die sie erfolgreich umsetzen konnten. 1892 wurde das Instrument auf der H. M. S. Arethusa erfolgreich getestet. Der Bedarf an Instrumenten zur Entfernungsmessung zog an und 1895 eröffneten Barr and Stroud eigene Produktionsstätten in Glasgow. Bis 1914 war die Anzahl der Beschäftigten auf über 900 Personen gestiegen. 1913 zog sich Barr deshalb vom Lehrstuhl zurück, um sich voll dem Unternehmen widmen zu können.
Neben dem Entfernungsmesser entwickelte Barr auch noch weitere Instrumente für die Feuerleitkontrolle auf Kriegsschiffen. Zu seinen Entwicklungen gehören Tiefenmesser für Torpedos, Sichtgeräte zur Steuerung der Bombenabwürfe von Flugzeugen, Höhenbestimmungsgeräte für Luftabwehrstellungen, ein Periskop mit Entfernungsmesser und auch ein Fernglas, das zur Standardausrüstung britischer Kriegsschiffe wurde.
Nach dem Ersten Weltkrieg entwickelte er ein Optiphone, ein Gerät, das gedruckte Schrift mit Hilfe einer fotoelektrischen Zelle in Geräusche umwandelte, und Blinden das Lesen ermöglichen sollte, des Weiteren eine Pumpe zur Erzeugen von Hochvakuum und Geräte, mit denen Luftaufnahmen in Konturenkarten umgewandelt werden konnten.
Während Barr an der Universität lehrte, erhöhte sich die Anzahl der Studierenden von Ingenieurwissenschaften von 39 auf über 200. Er sammelte Geldmittel aus der lokalen Industrie und von Gönnern und Stiftungen, um 1901 das James-Watt Engineering Building erbauen zu lassen. Darüber hinaus konnte er GBP 14.000 sammeln, um die Einrichtung des Gebäudes mit modernen Instrumenten zu finanzieren. Er zeigte sich als einflussreicher Mann in der Gründungsphase der Wissenschaftsfakultät (1893) und setzte sich erfolgreich für die Einrichtung einer Professorenstelle für Elektrotechnik (1898 eingeführt) ein.
1914 wurde Barr mit einem Ehrendoktortitel (LL.D) von der University of Glasgow geehrt. Er war Mitglied der Institution of Civil Engineers. 1921 wurde er zum Fellow der Royal Society of Edinburgh berufen. 1923 berief ihn die Royal Society zum Fellow.

### Über Archibald Barr
- Michael Moss und Iain Russell: Range and vision: The first hundred years of Barr & Stroud; Edinburgh, 1988